# Копиця Олександр Вікторович
Олекса́ндр Ві́кторович Копи́ця (15 січня 1977 — 31 січня 2015) — солдат резерву 2-го батальйону спеціального призначення НГУ «Донбас», учасник російсько-української війни.

## Життєвий шлях
Народився 15 січня 1977 року в смт Ківшарівка Харківської області.
Мешкав у місті Харків. Працював фармацевтом.
Восени 2014-го покинув роботу фармацевта та вирушив на фронт добровольцем. Водій, 1-ше відділення 2-го взводу 3-ї роти, 2-й батальйон спеціального призначення НГУ «Донбас», псевдо «Дадді».
31 січня 2015-го загинув у бою під Вуглегірськом під час виконання службово-бойового завдання з вивезення поранених вояків з-під обстрілу, у нерівному бою захищав до останнього поранених; тоді ж поліг солдат резерву Андрій Реута. Терористи замаскували танки в посадці на околиці міста й обсріляли практично впритул український броньовик з відстані 30 метрів. За свідченням учасників бою, Олександра розірвало навпіл.
Похований у місті Харків 5 лютого 2015-го, 15-те міське кладовище.
Без Олександра лишились дружина Людмила, дочка 1999 р. н., син 2008 р. н.

## Нагороди та вшанування
- Указом Президента України № 365/2015 від 27 червня 2015 року, «за особисту мужність і високий професіоналізм, виявлені у захисті державного суверенітету та територіальної цілісності України, вірність військовій присязі», нагороджений орденом «За мужність» III ступеня (посмертно)[1].
- Вшановується в меморіальному комплексі «Зала пам'яті», в щоденному ранковому церемоніалі 31 січня[2][3].